# José Peguero
José Peguero (* 14. September 1988) ist ein dominikanischer Gewichtheber.
Er erreichte bei den Panamerikanischen Meisterschaften 2009 den vierten Platz in der Klasse bis 56 kg. 2010 wechselte er in die Klasse bis 62 kg und wurde bei den Panamerikanischen Meisterschaften erneut Vierter. Bei den Zentralamerika- und Karibikspielen im selben Jahr gewann er die Bronzemedaille. Bei den Panamerikanischen Meisterschaften 2011 erreichte Peguero erneut den vierten Platz. 2012 wurde er allerdings bei einer Trainingskontrolle positiv auf Metandienon und Dehydrochlormethyltestosteron getestet und vom Weltverband IWF für zwei Jahre gesperrt. Nach seiner Sperre war er bei den Panamerikanischen Meisterschaften 2014 Achter.